# Slow
Slow är en electropop-låt skriven av Kylie Minogue, Dan Carey och Emilíana Torrini för Minogues nionde studioalbum Body Language. Den producerades av Sunnyroads och fick positiv kritik från musikkritiker. Låten släpptes som singel från skivan i slutet av 2003 och nådde nummer ett i Australien, Danmark, Rumänien och Storbritannien.

## Musikvideo
Musikvideon spelades in under tre dagar i den spanska staden Barcelona. Videon inleds med att en man dyker ner i en pool från en trampolin där skyskraporna i Barcelona kan ses tydligt. Sedan fokuserar videon helt på Minogue.

## Format- och låtlista

### Brittisk CD 1 / Australisk CD 1
1. "Slow" (Main Version) – 3:13
2. "Sweet Music" (Main Version) – 4:08
3. "Slow" (Medicine 8 Remix) – 6:57
4. "Slow" (Video)

### Australisk CD 2
1. "Slow" (Main Version) – 3:13
2. "Soul on Fire" – 3:32
3. "Slow" (Radio Slave Mix) – 10:27
4. "Slow" (Synth City Mix) – 5:50

## Andra remixer
1. "Slow" (Extended Mix) – 6:27
2. "Slow" (Extended Instrumental) – 6:27